# Schwedische Meisterschaften im Biathlon 2025
Die schwedischen Meisterschaften im Biathlon 2025 fanden zwischen dem 28. und 30. März 2025 im Skidsstadion von Sollefteå statt. Neben den Meisterschaften für die Senioren wurden die Konkurrenzen in Sprint, Massenstart und Single-Mixed-Staffel auch für verschiedene Altersklassen im Jugend- und Juniorenbereich ausgetragen.
Nicht am Start waren unter anderem Sebastian Samuelsson, Viktor Brandt und Emil Nykvist. Ein kurzes Comeback gab Tilda Johansson.

## Zeitplan
| Datum          | Männer                         | Männer                         | Frauen                         | Frauen                         |
| -------------- | ------------------------------ | ------------------------------ | ------------------------------ | ------------------------------ |
| 28. März (Fr.) | 15:00 Uhr                      | Sprint (10 km)                 | 13:00 Uhr                      | Sprint (7,5 km)                |
| 29. März (Sa.) | 12:15 Uhr                      | Massenstart (15 km)            | 10:00 Uhr                      | Massenstart (12,5 km)          |
| 30. März (So.) | 10:00 Uhr Single-Mixed-Staffel | 10:00 Uhr Single-Mixed-Staffel | 10:00 Uhr Single-Mixed-Staffel | 10:00 Uhr Single-Mixed-Staffel |

Alle Startzeiten in MEZ.

## Männer

### Sprint (10 km)
| Platz | Starter           | Verein             | Zeit        | Schießfehler |
| ----- | ----------------- | ------------------ | ----------- | ------------ |
| 1     | Martin Ponsiluoma | Tullus SG          | 27:32,1 min | 1+2          |
| 2     | Jesper Nelin      | Biathlon Östersund | +33,3       | 1+1          |
| 3     | Tobias Arwidson   | Lima SKG           | +1:15,0     | 0+0          |
| 4     | Anton Ivarsson    | Tullus SG          | +1:34,7     | 1+2          |
| 5     | Victor Berglund   | I 19 IF            | +1:39,0     | 2+0          |
| 6     | Oskar Ohlsson     | Tullus SG          | +2:40,2     | 4+1          |
| 7     | Vincent Grein     | Tullus SK          | +3:02,0     | 1+3          |
| 8     | Melker Nordgren   | Ornäs IK           | +3:14,7     | 1+3          |
| 9     | Knut Vikström     | Biathlon Östersund | +3:15,5     | 2+2          |
| 10    | Oscar Andersson   | Älvdalens SKG      | +3:37,9     | 3+0          |

Start: 28. März 2025

### Massenstart (15 km)
| Platz | Starter           | Verein             | Zeit        | Schießfehler |
| ----- | ----------------- | ------------------ | ----------- | ------------ |
| 1     | Martin Ponsiluoma | Tullus SG          | 43:10,9 min | 1+0+2+1      |
| 2     | Jesper Nelin      | Biathlon Östersund | +40,1       | 1+0+1+1      |
| 3     | Melker Nordgren   | Ornäs IK           | +1:08,6     | 0+1+1+1      |
| 4     | Tobias Arwidson   | Lima SKG           | +1:10,9     | 0+0+0+1      |
| 5     | Anton Ivarsson    | Tullus SG          | +1:35,5     | 1+1+1+0      |
| 6     | Malte Stefansson  | Oxbergs IF         | +1:47,1     | 0+1+0+1      |
| 7     | Oskar Ohlsson     | Tullus SG          | +1:56,9     | 2+1+2+1      |
| 8     | Jacob Larsson     | Mora Biathlon      | +2:36,9     | 2+1+2+1      |
| 9     | Johan Bergman     | I 21 IF            | +2:40,4     | 0+0+2+2      |
| 10    | Oscar Andersson   | Älvdalens SKG      | +2:50,6     | 2+1+0+1      |

Start: 29. März 2025

## Frauen

### Sprint (7,5 km)
| Platz | Starter                | Verein             | Zeit        | Schießfehler |
| ----- | ---------------------- | ------------------ | ----------- | ------------ |
| 1     | Hanna Öberg            | Piteå SK           | 24:58,6 min | 1+0          |
| 2     | Johanna Skottheim      | Lima SKG           | +19,2       | 1+0          |
| 3     | Elvira Öberg           | Piteå SK           | +27,3       | 0+1          |
| 4     | Anna-Karin Heijdenberg | Tullus SG          | +59,3       | 2+1          |
| 5     | Anna Magnusson         | Piteå SK           | +1:01,7     | 1+0          |
| 6     | Ella Halvarsson        | Biathlon Östersund | +2:10,2     | 0+3          |
| 7     | Johanna Nordqvist      | I 21 IF            | +3:22,3     | 0+0          |
| 8     | Elsa Brandt            | Ornäs IK           | +4:30,6     | 0+2          |
| 9     | Vera Edvardsson        | Mälarö SOK         | +4:38,0     | 1+2          |
| 10    | Ida Eriksson           | Mora Biathlon      | +4:51,0     | 2+1          |

Start: 28. März 2025

### Massenstart (12,5 km)
| Platz | Starter                | Verein             | Zeit        | Schießfehler |
| ----- | ---------------------- | ------------------ | ----------- | ------------ |
| 1     | Anna-Karin Heijdenberg | Tullus SG          | 40:42,2 min | 0+1+1+0      |
| 2     | Elvira Öberg           | Piteå SK           | +13,1       | 0+0+3+0      |
| 3     | Johanna Skottheim      | Lima SKG           | +20,0       | 0+0+1+1      |
| 4     | Hanna Öberg            | Piteå SK           | +1:03,1     | 0+3+0+1      |
| 5     | Anna Magnusson         | Piteå SK           | +1:38,0     | 0+1+1+1      |
| 6     | Ella Halvarsson        | Biathlon Östersund | +4:03,8     | 0+0+3+3      |
| 7     | Elsa Brandt            | Ornäs IK           | +5:01,1     | 0+1+1+0      |
| 8     | Astrid Karlstedt       | Biathlon Östersund | +7:07,2     | 2+1+2+0      |
| 9     | Ida Eriksson           | Mora Biathlon      | +7:18,0     | 0+3+2+1      |
| 10    | Ida Backén             | Biathlon Östersund | +7:30,4     | 0+0+2+4      |

Start: 29. März 2025

## Single-Mixed-Staffel
| Platz | Starter                                  | Verein               | Zeit        | Strafrunden + Nachlader |
| ----- | ---------------------------------------- | -------------------- | ----------- | ----------------------- |
| 1     | Anna-Karin Heijdenberg Martin Ponsiluoma | Tullus SG 1          | 37:45,9 min | 0+8                     |
| 2     | Ella Halvarsson Jesper Nelin             | Biathlon Östersund 1 | +1:17,3     | 0+15                    |
| 3     | Johanna Skottheim Tobias Arwidson        | Lima SKG             | +1:17,4     | 0+15                    |
| 4     | Hanna Öberg Elvira Öberg                 | Piteå SK 1           | +2:20,5     | 1+8                     |
| 5     | Elsa Brandt Melker Nordgren              | Ornäs IK 1           | +3:36,6     | 1+12                    |
| 6     | Ida Eriksson Jacob Larsson               | Mora Biathlon 1      | +4:12,2     | 2+21                    |
| 7     | Astrid Karlstedt Knut Vikström           | Biathlon Östersund 2 | +4:35,8     | 0+17                    |
| 8     | Greta Seldahl Anton Ivarsson             | Tullus SG 2          | +5:18,9     | 2+16                    |
| 9     | Klara Sätter Oskar Ohlsson               | Tullus SG 3          | +5:59,1     | 1+16                    |
| 10    | Amanda Nordqvist Johan Bergman           | I21 IF 1             | +6:38,1     | 1+15                    |

Start: 30. März 2025